# 강병우
강병우(姜秉友, 1986년 12월 26일 ~ )은 전 KBO 리그 NC 다이노스의 외야수이다. 상무에서 군 복무 중 이택근을 상대로 트레이드되었다. 트레이드된 후 상무에서 제대하고 2010년 1군에 처음으로 올라왔다. 시즌 후반기에 대주자나 대타로 나가면서 팀 득점에 도움을 줬고, 9월 24일 두산 베어스 투수 오현택에게 번트로 프로 데뷔 첫 안타를 기록했다. 2011년 6월 7일에 조재호, 박민주와 함께 웨이버 공시되었다. 이후 2012년 가을 NC 다이노스에 신고 선수로 입단하였다.

## 아마추어 시절
서울화곡초등학교, 성남중학교를 거쳐 성남고등학교에 진학하였다. 3학년이던 2004년 성남고등학교의 청룡기 전국고교야구 선수권대회 우승에 기여하였으며 2005년 한국프로야구 신인 드래프트에서 LG 트윈스에 6라운드에 지명되었다.

## 연봉
| 연도   | 연봉       | 인상율(%) | 비고 |
| ------ | ---------- | --------- | ---- |
| 2005년 | 2,000만 원 | 0         |      |
| 2006년 | 2,000만 원 | 0         |      |
| 2013년 | 2,400만 원 | 0         |      |
| 2014년 | 2,400만 원 | 0         |      |

## 출신학교
- 서울화곡초등학교
- 성남중학교
- 성남고등학교